# Sarmalia alba
Sarmalia alba is een vlinder uit de familie van de Eupterotidae. De wetenschappelijke naam van de soort is voor het eerst geldig gepubliceerd in 1892 door Swinhoe.